# Rakovčík
Rakovčík és un poble i municipi d'Eslovàquia. Es troba a la regió de Prešov, al nord del país.

## Història
La primera referència escrita de la vila data del 1572.

## Demografia
| Godina             | 1994 | 2004   | 2014   | 2024    |
| ------------------ | ---- | ------ | ------ | ------- |
| Nombre de persones | 179  | 165    | 171    | 139     |
| Diferència         |      | −7,82% | +3,63% | −18,71% |

| Godina             | 2023 | 2024   |
| ------------------ | ---- | ------ |
| Nombre de persones | 141  | 139    |
| Diferència         |      | −1,41% |